# リプロセル
株式会社リプロセル（英: ReproCELL Incorporated）は、神奈川県横浜市港北区新横浜に本社を置く創薬ベンチャー企業。

## 事業
京都大学名誉教授の中辻憲夫と東京大学教授の中内啓光の研究をコア技術とするiPS細胞事業と、臨床検査事業の二つのセグメントがあり、売上高の9割以上はiPS細胞事業が占める。iPS細胞事業は研究試薬、創薬支援と、将来的には再生医療を行う計画である。2016年3月期の売上構成は研究試薬事業5割強、創薬支援事業5割弱となっている。ヒトiPS細胞用培養液の日本国内の市場占有率は50%以上を占めているとみられている。
2014年5月にはイギリスのリイノベート社とアメリカのバイオサーブ社、同年9月にはアメリカのステムジェント社のiPS細胞事業部門を買収した。

## 沿革
- 2003年 - 株式会社リプロセルを設立。
- 2013年 - 東京証券取引所JASDAQ市場グロースに上場。
- 2014年 - 新生銀行系の投資会社である新生企業投資と共に、ベンチャーキャピタル「セルイノベーションパートナーズ」を設立[3]。iPS細胞および再生医療に関連するベンチャーへの出資が中心[4]。
- 2015年 - iPS細胞・ES細胞用の凍結保存液を開発、8月24日から研究用として販売[5]。

## 所在地
- 本社 神奈川県横浜市港北区新横浜